# 月面座標

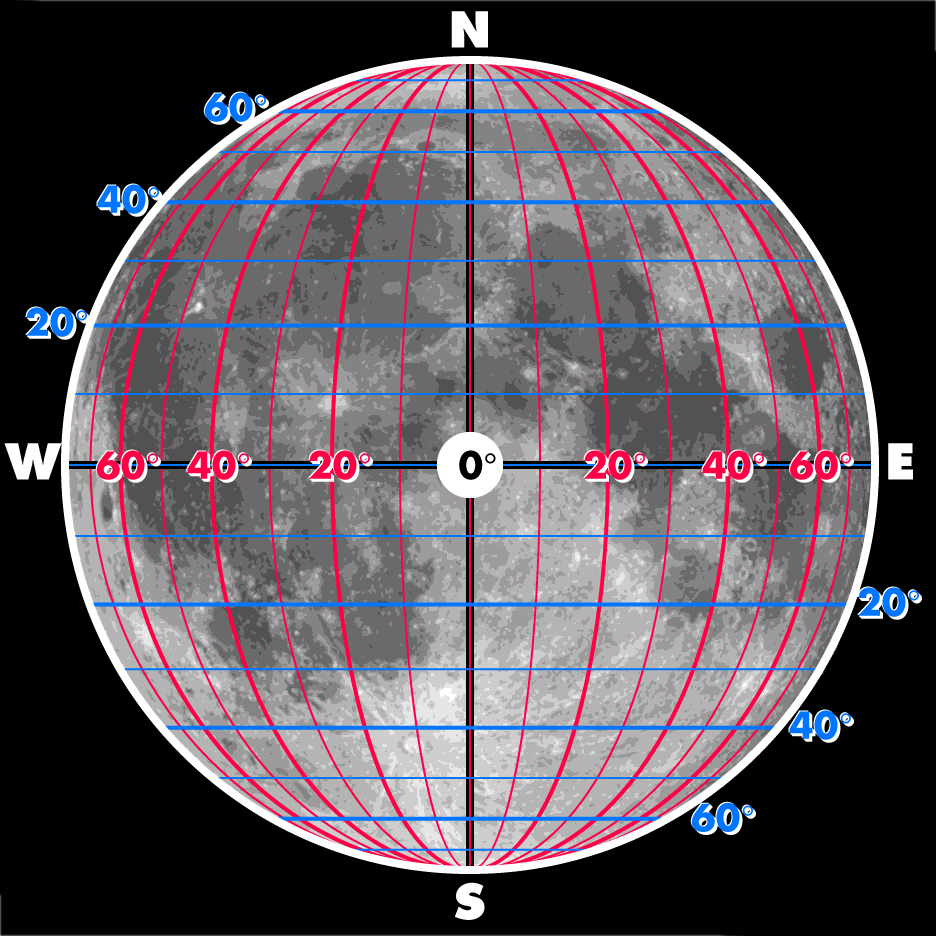

月面座標是用來標示地球的衛星，月球表面上的位置。在月球表面上的任何位置，都可以經由相當於地球上的經度和緯度的兩組數字指出位置。經度給出在月球子午線 (這是通過月球面對地球這一側表面中心點的經線，參見地球的本初子午線) 的東側或西側，這個點被認為是從地球上可以看見的月球表面的中間點；緯度給出在月球赤道以南或北的位置。這兩個座標直都以度表示。
天文學家以一個小的碗狀隕石坑 ('莫斯汀 A') 作為定義月面座標的基準點。這個隕石坑的座標定義如下： 
| 緯度： | 南緯3° 12' 43.2" |
| 經度： | 西經5° 12' 39.6" |
這個座標系統已經由月球激光测距实验精確的定義。
在經度90°E至 90°W之間的表面为月球正面，可以從地球上看見，这之外的表面为月球背面，一般无法從地球上看見。但因為天秤動（月球的潮汐效應），使我們可以看見的月球兩側的總表面達到59%，即包含了一小部分的月球背面。

## 月面座標
月面座標是從本初子午線向西，依據黎明的月球晝夜線以度來測量的。剛升起的太陽在黎明的月球表面形成一個半圓弧的晝夜線跨越過月球。當月球在軌道上運行，這條線也在經度上行進。以晝夜線前進的方向從0° 增加到359 ° 。
當月相是上弦時，日出發生在本初子午線上。在這個位置上的月面座標被定義為日出0°。因此，望 (滿月) 的時候，月面座標增加為90°；下弦為180°，而朔 (不是新月) 的座標值為270°。請注意，除了日食的期間，從地球上是幾乎看不見朔月的。
在陽光以低的入射角照射月球時，有傾向於使月球表面陰影明銳的效果，因此通常最有利於望遠鏡觀察或拍攝晝夜線附近的地型特徵。觀察者需要知道晝夜線的位置來選擇計畫要觀測的地形，月球座標對這種目地是最有用的。
黃昏晝夜線的月面經度是加上180°的餘經。

## 經度
月球上的經度是從本初子午線向東和西兩側量度的。當沒有特別指出方向時，正值為東經，負值為西經。
大概來說，月球的本初子午線位於從地球可見的月球盤面的中心點附近。對許多精確的應用，已經定義過許多的月面座標系統，每個系統的本初子物線都不太一樣。國際天文學聯合會推薦 (建議) 的是"平地球/極軸"系統，本初子午線是從地心看見的平均方向 (相對於月球的中心) 。